# نستوه پسر مهران ستاد
نستوه پسر مهران ستاد در شاهنامه از درباریان خسرو انوشیروان و از چاکران هرمزد ساسانی بود و او را که در کار شورش ساوه شاه درمانده شده بود، به پدرش مهران ستاد رهنمایی کرد و او به اندرز مهران ستاد بهرام چوبین را پهلوانی داد و به دفع ساوه شاه فرستاد و موفق به کشتن او شد.